# وزول
وزول (به فرانسوی: Vesoul) یک کمون در فرانسه است که در فرانش-کنته واقع شده‌است.

## خصوصیات
وسول ۹٫۰۷ کیلومترمربع مساحت و ۱۹٬۴۰۴ نفر جمعیت دارد و ۲۲۰ متر بالاتر از سطح دریا واقع شده‌است.

## خواهرخوانده
شهر گرلینگن خواهرخواندهٔ وسول هست.